# Thesium oreogetum
Thesium oreogetum är en sandelträdsväxtart som beskrevs av Radovan Hendrych. Thesium oreogetum ingår i släktet spindelörter, och familjen sandelträdsväxter. Inga underarter finns listade i Catalogue of Life.